# فرد غالفن
فرد غالفن (بالإنجليزية: Fred Galvin)‏ هو رياضياتي أمريكي، ولد في 10 نوفمبر 1936 في سانت بول في الولايات المتحدة.